# Augustus 2015
Dit artikel geeft een chronologisch overzicht van de belangrijkste gebeurtenissen per dag van de maand augustus in het jaar 2015.

## Gebeurtenissen

### 1 augustus
- Door een foto op Facebook wordt een nieuwe plant uit het geslacht Zonnedauw ontdekt, voor zover bekend groeit de nieuwe plant die de naam Drosera magnifica heeft gekregen maar op één berg: Pico do Padre Ângelo, in het zuidoosten van Brazilië.[1]
- India en Bangladesh wisselen zo'n 160 enclaves uit. Daarmee komt een einde aan een 68-jarig durend grensconflict.
- Duizenden mensen gaan in meerdere Israëlische steden de straat op om te protesteren tegen geweld en homofobie.
- Bij een crash met een militair transportvliegtuig in het noorden van Colombia komen de elf inzittenden van het toestel om het leven.
- Bij Turkse luchtaanvallen op PKK-doelen in het noorden van Irak komen tien burgers om het leven.
- De Italiaanse kustwacht redt zo'n 1800 bootvluchtelingen op de Middellandse Zee. Op een van de boten vinden ze vijf doden.
- Puerto Rico verzuimt een schuld van 58 miljoen dollar te betalen aan zijn schuldeisers.

### 2 augustus
- Op het Franse eiland Réunion spoelt een stuk van een vleugel aan dat hoogstwaarschijnlijk afkomstig is van een Boeing 777 en mogelijk van de bijna anderhalf jaar geleden spoorloos verdwenen MH370.
- Vanuit de Gazastrook worden twee raketten afgeschoten op Israëlisch grondgebied, voor zover bekend zonder enige schade aan te richten. De rechtstreekse aanleiding is vermoedelijk de brandstichting enkele dagen eerder op de Westelijke Jordaanoever door Joodse extremisten.
- Burgerrechtenactivisten beginnen een 40-dagen durend protestmars voor de rechten van Afro-Amerikaanse burgers van de Amerikaanse plaats Selma naar de hoofdstad Washington.
- Bij een zelfmoordaanslag in het oosten van Turkije komen twee Turkse militairen om het leven.
- Bij een raketaanval in de Burundese hoofdstad Bujumbura komt de hoofd van de binnenlandse veiligheidsdienst om het leven.
- Griekenland vraagt voor midden augustus een eerste betaling van 24 miljard euro uit het Europese noodfonds ESM om de banken te versterken en een schuld aan de Europese Centrale Bank terug te betalen.
- Een hittegolf in Japan eist aan zes mensen het leven.
- PSV wint de Johan Cruijff Schaal door FC Groningen te verslaan.
- Bij aanvallen van terreurgroep Boko Haram in een stad in het noordoosten van Nigeria komen 13 mensen om het leven.
- De gouverneur van de Amerikaanse staat Californië roept de noodtoestand uit in de staat vanwege hevige bosbranden die meer dan 20.000 hectare natuurgebied verwoestte en het leven van een brandweerman kostte.
- Overstromingen door hevige moessonregens in India eisen aan minstens 200 mensen het leven.

### 3 augustus
- Op de stranden van Scheveningen, Wassenaar en Katwijk was een zwemverbod van kracht nadat er grote hoeveelheden zeevonk waren aangespoeld. Het verbod werd in de loop van de middag weer opgeheven.
- Vandalen vernielen de Canadese robot hitchBOT, die liftend door Canada, Europa en de Verenigde Staten trok, in de Amerikaanse stad Philadelphia.
- De Griekse aandelenbeurs opent na vijf weken met een verlies van 23 procent.
- Bij een crash met een Syrisch gevechtsvliegtuig in de stad Arihah komen 31 mensen om het leven.
- Het Nigeriaanse leger meldt de redding van 178 mensen uit handen van terreurgroep Boko Haram.
- In Alphen aan den Rijn kapseizen tijdens het transport van het nieuwe brugdek van de Koningin Julianabrug twee hijskranen, die vervolgens op een aantal woningen en winkels terechtkomen. Hoewel de materiële schade enorm is, vallen er afgezien van een overleden hond geen doden of gewonden.
- Bij een aanval van jihadisten op een Malinese legerbasis in het noorden van het land komen tien soldaten om het leven.
- De Indiase regering en de rebellenbeweging Nationale Socialistische Raad van Nagaland sluiten een vredesakkoord.
- Het Kosovaarse parlement stemt in met de oprichting van een Haags tribunaal over orgaanroof.

### 4 augustus
- In de Amerikaanse staat New Hampshire stort een circustent in door noodweer. Hierbij komen twee mensen om het leven.
- Het Verenigd Koninkrijk verlengt de luchtaanvallen op IS-doelen in Irak tot maart 2017.
- De Britse overheid verkoopt een eerste tranche aandelen van de genationaliseerde bank Royal Bank of Scotland.
- Israëlische archeologen maken bekend een stadspoort, een stuk van de stadsmuur, een tempel

en een ijzerwerkplaats gevonden te hebben van de bijbelse stad Gat.
- De tropische cycloon Soudelor met windsnelheden tot 354 kilometer per uur raast over de eilandengroep Noordelijke Marianen. De autoriteiten op eilandengroep roepen de noodtoestand uit vanwege de schade die de cycloon veroorzaakte. De cycloon is op weg naar Japan, Taiwan en China.
- Bij een crash met een politiehelikopter in het midden van Colombia komen vijf politieagenten om het leven.
- De Europese Unie sluit een vrijhandelsverdrag met Vietnam.
- Militanten van de jihadistische groepering Al-Nusra Front ontvoeren vijf door de Verenigde Staten getrainde rebellen in Syrië.

### 5 augustus
- Twee passagierstreinen ontsporen door verzakte rails veroorzaakt door overvloedige regenval in het midden van India. Hierbij vallen meer dan 20 doden.
- Bij een botsing tussen twee boten op het Victoriameer in Kenia komen twee kinderen om het leven.
- Bij een frontale botsing tussen twee bussen in het oosten van Rusland komen 16 mensen om het leven.
- Aardverschuivingen eisen aan drie mensen het leven in Noord-Italië.
- Verpleegkundige Linda van der Giesen wordt door John Frijters vermoord op de personeelsparkeerplaats van het Elizabeth-TweeSteden Ziekenhuis in Tilburg.
- Een vissersschip met honderden vluchtelingen aan boord kapseist voor de kust van de Libië. Hierbij verdrinken 35 mensen; vierhonderd anderen worden gered door de Italiaanse Marine.
- De Amerikaanse politie verijdelt een schietpartij in een bioscoop in de stad Antioch. Hierbij komt de schutter om het leven.
- De Maleisische regering bevestigt dat het op het Franse eiland Réunion gevonden vleugelstuk van een vliegtuig afkomstig is van de sinds 8 maart 2014 verdwenen vlucht MH370.

### 6 augustus
- Duizenden mensen wonen in de Japanse havenstad Hiroshima de zeventigste herdenking bij van de val van de atoombommen op Hiroshima en Nagasaki in 1945.
- De Egyptische president Al-Sisi opent het nieuwe deel van het Suezkanaal.
- Het Amerikaanse onderzoeksbureau FBI en het Nederlandse beveiligingsbedrijf Fox-IT rollen een bende cybercriminelen op die te werk ging met het computervirus GameOver ZeuS.
- Andrzej Duda wordt geïnstalleerd als president van Polen. Hij is de opvolger van Bronisław Komorowski, die in mei 2015 de presidentsverkiezingen verloor.
- Bij een zelfmoordaanslag op een moskee in de Saoedische stad Abha komen 13 mensen om het leven.
- Het Oegandese Hooggerechtshof bepaalt dat het terugbetalen van de bruidsprijs door vrouwen bij een echtscheiding ongrondwettelijk is.
- Bij een crash met een legerhelikopter in het zuiden van Afghanistan komen 17 mensen om het leven.
- Terreurgroep IS verovert de Syrische stad al-Qaryatain.

### 7 augustus
- Minstens 167 rundveebedrijven worden geblokkeerd nadat rundertuberculose is vastgesteld in een melkveebedrijf in de Belgische gemeente Meeuwen-Gruitrode. Het besmette bedrijf wordt onder quarantaine geplaatst en alle dieren zullen worden afgemaakt.
- Bij een bomaanslag in het centrum van de Afghaanse hoofdstad Kabul komen 17 mensen om het leven en er vallen bijna 250 gewonden.
- In de Syrische stad al-Qaryatain (provincie Homs) ontvoert terreurgroep IS zeker 230 inwoners, onder wie 60 christenen.
- Op 15 augustus aanstaande voert Noord-Korea de door de Japan in 1912 verboden tijdzone UTC+8:30 opnieuw in.
- Een militaire rechtbank in Thailand veroordeelt een 48-jarige Thaise man tot dertig jaar celstraf wegens majesteitsschennis.
- Een legionella-uitbraak in de Amerikaanse stad New York kost aan 10 mensen het leven.
- Bij aanslagen op drie hotels in de Malinese stad Sévaré komen 9 mensen om het leven. Naderhand kwamen vier mensen om het leven bij een gijzeling in een van de hotels.
- Een bosbrand in het westen van Spanje legt meer dan 5000 hectare natuur in de as.
- Bij een zelfmoordaanslag op een politieschool in Afghaanse hoofdstad Kabul komen 40 mensen om het leven. Terreurgroep Taliban eist de aanslag op.
- In Bangladesh wordt de atheïstische blogger Niloy Neel vermoord door een groep moslimextremisten. Hij is de vierde blogger die dit jaar in het land wordt vermoord.
- Duitse journalisten vinden een derde bronzen paard dat de Oostenrijkse beeldhouwer Josef Thorak voor dictator Adolf Hitler maakte. De Duitse politie vond eerder in mei 2015 twee bronzen paarden.
- Met een unanieme resolutie beslist de Veiligheidsraad van de Verenigde Naties om een onderzoek te openen naar het gebruik van gifgas in een buitenwijk van de Syrische hoofdstad Damascus twee jaar eerder.

### 8 augustus
- Bij gevechten in de Afghaanse hoofdstad Kabul komen een VN-medewerker en twee opstandelingen om het leven.
- Orkaan Soudelor eist vier mensenlevens in Taiwan.
- Bij een mislukte zelfmoordaanslag in de Somalische hoofdstad Mogadishu komt een lid van terreurgroep al-Shabaab om het leven.
- Een woedende menigte lyncht vijf vrouwen vanwege hekserij in een dorp in het noorden van India.
- Een Rwandese blauwhelm in de Centraal-Afrikaanse Republiek pleegt zelfmoord nadat hij vier collega's doodschoot.
- Honderden homo's en lesbiennes lopen in de Gay Pride-parade door de Ugandese stad Entebbe. Zo'n zeventig mensen hebben het evenement bijgewoond.
- Griekenland en zijn schuldeisers (ECB, IMF en Europese Commissie) bereiken een principeakkoord over nieuwe hervormingen.
- Marcelo Bielsa dient na één wedstrijd zijn ontslag in bij Olympique Marseille. De Argentijnse voetbaltrainer, bijgenaamd El Loco (De Gek), reageert daarmee op de nederlaag in de eerste competitiewedstrijd tegen SM Caen, nog voor eigen publiek ook: 0-1.

### 9 augustus
- In de Japanse stad Nagasaki vindt de zeventigste herdenking van de atoomaanval op de stad plaats.
- Bij een bomaanslag in de Afghaanse provincie Kunduz komen 22 mensen om het leven. Terreurgroep Taliban eist de aanslag op.
- Orkaan Soudelor eist 14 mensenlevens in China.
- Bij een aanval op een dorp in het noorden van Mali komen tien mensen om het leven.
- Honderden mensen lopen mee in een herdenkingsmars voor Michael Brown in de Amerikaanse stad Ferguson.
- De stadstaat Singapore viert zijn vijftigste verjaardag.

### 10 augustus
- Bij meerdere aanslagen in Turkije komen vijf politieagenten, twee militairen en drie aanslagplegers om het leven.
- De politie in Bangladesh schiet zes stropers dood.
- Elf mensen worden doodgedrukt bij een tempel in het oosten van India.
- Bij een zelfmoordaanslag op de luchthaven van de Afghaanse hoofdstad Kabul komen minstens vier mensen om het leven. Terreurgroep Taliban eist de aanslag op.
- Noodweer eist aan zes mensen het leven in het noorden van Chili.
- Onderzoekers vangen een Australische nachtpapegaai in de staat Queensland.
- Bij een steekpartij bij een IKEA-vestiging in Zweden komen twee klanten om het leven.
- Bij twee bomaanslagen in het oosten van Irak komen 31 mensen om het leven.
- In de Amerikaanse stad Ferguson is de noodtoestand afgekondigd, nadat de herdenking van de dood van Michael Brown uitliep in een vuurgevecht tussen demonstranten en politie.
- Japan start de eerste kerncentrale op sinds de kernramp in Fukushima.

### 11 augustus
- Griekenland en de internationale geldschieters bereiken een akkoord over een derde steunpakket ter waarde van circa 86 miljard euro uit het Europese noodfonds ESM voor het noodlijdende Zuid-Europese land.
- De Chinese autoriteiten zorgen voor een devaluatie van de Chinese munt met 1,9% met als doel de export en daarmee de economie te stimuleren.
- Turkije voert 17 luchtaanvallen op PKK-doelen in de provincie Hakkâri.
- In de Amerikaanse staat Colorado is de noodtoestand uitgeroepen nadat meer dan 10 miljoen liter afvalwater van een goudmijn in lokale wateren is terechtgekomen.
- Het Nederlandse installatieconcern Imtech verkeert in surseance van betaling. Eerder vroeg de Duitse dochteronderneming faillissement aan.
- Bosbranden in het noorden en midden van Portugal leggen duizenden hectares natuur in de as.
- Bij gevechten tussen IS-strijders en rebellen van het Vrije Syrische Leger in Syrië nabij de Turkse grens vallen tientallen doden.
- Het Iraakse parlement stemt in met een hervormingspakket dat de corruptie in het land en de dubbele functies binnen de regering moet uitbannen.
- Het Indonesische Hooggerechtshof bepaalt dat de familie van oud-president Soeharto 300 miljoen euro moet terugbetalen.
- Bij een aanslag op een markt in het noordoosten van Nigeria komen meer dan 40 mensen om het leven.
- Bij twee reddingoperaties op de Middellandse Zee worden bijna 170 bootvluchtelingen gered; vijftig anderen worden vermist.
- De Spaanse voetbalclub Barcelona wint voor de vijfde keer in haar geschiedenis de Europese Supercup door landgenoot Sevilla te verslaan.

### 12 augustus
- Na felle kritiek van Libiërs op zijn kabinet kondigt premier Abdullah al-Thani zijn aftreden aan.
- Zeker 40 mensen raken bedolven na een aardverschuiving in het westen van China.
- Het Syrische regeringsleger, de militante beweging Hezbollah en de rebellen komen een tweedaagse wapenstilstand overeen. Het bestand gaat om 6:00 uur in en geldt in de stad Zabadani en twee dorpen in het noordwesten van het land.
- In de Amerikaanse stad San Francisco vinden onderhandelingen plaats tussen Oekraïne en zijn geldschieters over de Oekraïense schuldenberg.
- Desi Bouterse is voor de tweede keer beëdigd als president van Suriname.
- Bosbranden in Siberië leggen in ongeveer vier maanden tijd 140.000 hectare natuur in de as.
- Het Zuid-Koreaanse persbureau Yonhap meldt dat de Noord-Koreaanse vicepremier Choe Yong-gon in  mei is geëxecuteerd.
- Het hoofd van de VN-missie in de Centraal-Afrikaanse Republiek, generaal Babacar Gaye, treedt af na beschuldigingen over verkrachtende en moordende blauwhelmen in het Midden-Afrikaanse land.
- Bij twee explosies in de Chinese havenstad Tianjin meer dan 120 mensen om het leven en raken meer dan 700 gewond, 50 mensen worden nog vermist. (Lees verder)
- Bij een aanval van terreurgroep Boko Haram op een dorp in het noorden van Nigeria komen minstens zes mensen om het leven.

### 13 augustus
- Bij een bomaanslag op een markt in Sadr City, een sjiitische wijk in het oosten van de Iraakse hoofdstad Bagdad, komen minstens 76 mensen om het leven en raken meer dan 200 mensen gewond. Terreurgroep IS eist de aanslag op.
- Bij een aanslag op een politiepost in de Malinese hoofdstad Bamako komen twee mensen om het leven.
- De Zweedse aanklager laat drie aanklachten wegens aanranding tegen WikiLeaks-oprichter Julian Assange vallen. De aanklacht wegens verkrachting tegen Assange blijft van kracht.
- Al Qaida-leider Ayman al-Zawahiri zweert in een audioboodschap trouw aan de nieuwe Taliban-leider Mohammad Akhtar Mansour.
- De Rechtbank Rotterdam spreekt het faillissement uit over het installatieconcern Imtech uit Gouda. Het is een van de grootste faillissementen uit de naoorlogse geschiedenis van Nederland.
- Een militaire rechtbank in Pakistan veroordeelt zes Pakistanen tot de doodstraf wegens hun betrokkenheid bij de Taliban-aanval op een school in de stad Peshawar op 16 december 2014.
- In de Griekse hoofdstad Athene gaan duizenden mensen de straat op om te protesteren nieuwe bezuinigingen.
- De hoogste rechtbank in de Amerikaanse staat Connecticut oordeelt dat de doodstraf te wreed en ongepast is.

### 14 augustus
- Het Griekse parlement stemt in met de voorwaarden voor het verkrijgen van een derde steunpakket.
- De Japanse premier Shinzo Abe spreekt berouw uit over het leed dat zijn land veroorzaakte tijdens de Tweede Wereldoorlog.
- De Amerikaanse ambassade in de Cubaanse hoofdstad Havana is na 54 jaar officieel heropend.
- De Europese Commissie verleent financiële steun aan Europese landen die kampen met een grote stroom vluchtelingen.
- Volgens de Verenigde Naties kampen bijna 1 miljoen mensen in Guatemala met voedseltekorten door droogte.
- De eurogroep stemt in met een nieuw steunpakket ter waarde van circa 86 miljard euro voor Griekenland.
- Bij meerdere schietpartijen in de Braziliaanse stad São Paulo komen minstens 19 mensen om het leven.
- Turkije is gestart met de bouw van een betonnen muur langs de grens met Syrië om te voorkomen dat IS-strijders vanuit de stad Aleppo het Euraziatische land binnendringen.

### 15 augustus
- Noord-Korea voert na 103 jaar de tijdzone UTC+8:30 weer in.
- De Italiaanse Marine redt meer dan 300 bootvluchtelingen op de Middellandse Zee; ongeveer vijftig anderen komen om het leven.
- De leider van de Libanese tak van terreurgroep IS, sheikh Ahmad al-Assir, is in de stad Beiroet opgepakt.
- Een hittegolf met temperaturen tot 46 graden Celsius eist aan 92 mensen het leven in Egypte.
- Een rechtbank in Georgië veroordeelt twee oud-bewakers tot een celstraf van 8 jaar en 21 maanden voor dood door schuld van voormalig premier Zoerab Zjvania in 2005.
- Aanhangers van de verdreven Jemenitische president Abd Rabbuh Mansur Al-Hadi veroveren de provincie Shabwah op de Houthi-rebellen.
- Het Duitse ministerie van Defensie kondigt de beëindiging van de Patriotmissie in Turkije aan.
- Bij meerdere aanslagen in de Iraakse hoofdstad Bagdad komen meer dan 20 mensen om het leven.
- De Ecuadoriaanse president Rafael Correa roept de noodtoestand uit vanwege de actieve vulkaan Cotopaxi.

### 16 augustus
- De Stichting Comité Nederlandse Ereschulden start een onderzoek naar mogelijke Nederlandse oorlogsmisdrijven op het Indonesische eiland Sumatra tijdens de Indonesische Onafhankelijkheidsoorlog.
- Bij luchtaanvallen van het Syrische regeringsleger op een markt in de stad Douma, 13 kilometer ten noordoosten van de hoofdstad Damascus, vallen circa 100 doden en ongeveer 300 gewonden.
- Bij gevechten tussen het Turks leger en PKK-strijders in het oosten van Turkije vallen vier doden.
- Bij een bomaanslag op het huis van een Pakistaanse minister komen minstens zes mensen om het leven.
- Een binnenlandse vlucht van Trigana Air Service, vlucht 267, van Jayapura naar Oksibil in de Indonesische provincie Papoea stort een half uur na opstijgen neer. Alle 54 inzittenden komen hierbij om het leven.
- In verschillende Braziliaanse steden gaan tienduizenden mensen de straat op om te protesteren tegen president Dilma Rousseff en tegen corruptie.
- De Egyptische president Abdul Fatah al-Sisi neemt een nieuwe anti-terrorismewet aan, die onder andere voorziet in een beperking van de persvrijheid en in meer geweldsbevoegdheden voor de Egyptische politie en het leger.
- De Australische golfer Jason Day boekt zijn eerste majorzege in het Amerikaanse PGA Kampioenschap.
- De Belg Tim Wellens wint voor de tweede maal op rij de Eneco Tour. De Belg Greg Van Avermaet is tweede in het eindklassement, de Nederlander Wilco Kelderman derde.

### 17 augustus
- Bij een bomaanslag in het centrum van de Thaise hoofdstad Bangkok vallen ten minste 20 doden en meer dan 100 gewonden.
- Bij gevechten tussen pro-Russische rebellen en het Oekraïense leger in het oosten van het land komen 9 mensen om het leven.
- De Verenigde Arabische Emiraten reserveert grond in het emiraat Abu Dhabi voor de bouw van de eerste hindoeïstische tempel van het land.
- In de Ethiopische hoofdstad Addis Abeba gaan vredesonderhandelingen van start tussen de Zuid-Soedanese regering en de rebellenleiders over een einde aan de Zuid-Soedanese burgeroorlog.
- In de Zeeuws-Vlaamse plaats Yerseke zijn in een oester tien parels aangetroffen.
- Het Nederlands-Britse olie- en gasconcern Shell krijgt definitief toestemming van de Amerikaanse overheid om in de Noordelijke IJszee bij de staat Alaska naar olie te boren.

### 18 augustus
- Bosbranden in het noordwesten van de Verenigde Staten leggen in een week tijd meer dan honderd huizen in de as.
- Het Duitse transportconcern Fraport krijgt toestemming voor de overname van veertien regionale vliegvelden in Griekenland.
- Nederland moet zich voor de Verenigde Naties verantwoorden over onder andere arbeidsdiscriminatie, discriminatie van etnische minderheden door de politie en het personage Zwarte Piet.
- De vredesonderhandelingen tussen de Zuid-Soedanese regering en de rebellenleiders zijn mislukt.
- Bij een aanval van terreurgroep Boko Haram op een stad in het noorden van Nigeria komen ongeveer 150 mensen om het leven.
- De United National Party van de Sri Lankaanse premier Ranil Wickremesinghe wint de parlementsverkiezingen.

### 19 augustus
- De Sloveense metalband Laibach treedt als eerste westerse band ooit in Noord-Korea op.
- Terreurgroep IS onthoofdt de 82-jarige Syrische archeoloog Khaled Asaad in de ruïnestad Palmyra.
- Het Amerikaans agentschap FDA keurt het middel flibanserin voor vrouwen met een seksuele stoornis goed.
- Een meerderheid in het Duitse parlement stemt in met een derde steunpakket voor Griekenland. Ook een meerderheid in de Nederlandse Tweede Kamer gaat akkoord met een nieuw steunpakket voor het Zuid-Europese land.
- Een rechtbank in Rusland veroordeelt de Estse veiligheidsagent Eston Kohver tot een gevangenisstraf van 15 jaar wegens spionage.
- Bij een PKK-aanval in het zuidoosten van Turkije komen 8 soldaten om het leven.
- De Spaanse oud-international Míchel wordt aangesteld als trainer van Olympique Marseille, de nieuwe Franse voetbalclub van verdediger Karim Rekik (ex-PSV).
- De voormalige Britse atleet Sebastian Coe wordt gekozen tot voorzitter van de wereldatletiekbond IAAF.
- De Nederlandse regering belooft de internationale gemeenschap Zwarte Piet acceptabel te maken voor iedereen.
- De eurogroep en het Europese noodfonds ESM gaan akkoord met een eerste betaling van 26 miljard euro aan Griekenland.

### 20 augustus
- Griekenland betaalt een lening van 3,2 miljard euro terug aan de Europese Centrale Bank.
- In het zuiden van Polen doodt een 27-jarige man een 10-jarig meisje met een bijl.
- Bij een botsing tussen twee sportvliegtuigen in Slowakije komen zeven mensen om het leven.
- De rivaliserende landen Noord- en Zuid-Korea beschieten elkaar.
- Tienduizend vissen in een rivier nabij de haven van de Chinese stad Tianjin sterven door het gifstof cyanide na de twee explosies in de stad.
- Macedonië roept in twee regio's nabij de grens met Griekenland de noodtoestand uit vanwege een grote instroom van vluchtelingen.
- Het Verenigd Koninkrijk heropent aanstaande zondag zijn ambassade in de Iraanse hoofdstad Teheran.
- De Griekse premier Alexis Tsipras kondigt zijn aftreden en nieuwe verkiezingen aan.

### 21 augustus
- Noord-Korea dreigt over te gaan tot militaire actie als Zuid-Korea niet binnen 48 uur stopt met het uitzenden van propaganda via luidsprekers.
- IS-strijders verwoesten het eeuwenoude Mar Elian-klooster in de Syrische stad Al-Qaryatayn met bulldozers.
- Een groep van 25 dissidente Griekse parlementariërs van de regerende SYRIZA-partij vormt een nieuwe partij genaamd Laïkí Enótita.
- Israël voert luchtaanvallen uit op doelen van de Palestijnse organisatie Islamitische Jihad op de Golanhoogten. Hierbij komt een Syrische militair en vijf Syrische burgers om het leven.
- In de Chinese stad Tianjin breken er vier branden uit op het havengebied waar twee explosies zich voordeden.
- De Macedonische oproerpolitie en het leger drijven vluchtelingen terug naar Griekenland.
- De Turkse president Recep Tayyip Erdoğan kondigt vervroegde verkiezingen aan. Die zullen plaatsvinden op 1 november 2015.
- Bij een drone-aanval op een auto in het noorden van Irak komt de op een na hoogste leider van terreurgroep IS Fadhil Ahmad al-Hayali om het leven.
- Twee Amerikaanse mariniers in burger verhinderen een aanslag in een Thalys trein die op weg was van Amsterdam naar Parijs. Hierbij raken drie mensen gewond, onder wie de twee Amerikaanse militairen.

### 22 augustus
- Er komt een onderzoek naar de stichtingen die de terugbetaling van 364 miljoen euro in 1999 en 2000 aan Holocaustslachtoffers en hun nabestaanden in Nederland en Israël regelden.
- Er vindt topoverleg plaats tussen de rivaliserende landen Noord- en Zuid-Korea.
- Een rechtbank in Egypte veroordeelt de leider van de Moslimbroederschap Mohammed Badie en tientallen andere Moslimbroeders tot een levenslange gevangenisstraf.
- Bij een bomaanslag in centrum van de Afghaanse hoofdstad Kabul vallen twaalf doden.
- Een straaljager stort neer tijdens een luchtshow in het Britse graafschap West Sussex op een snelweg. Hierbij komen elf mensen om het leven.
- Bij een PKK-aanval op een legerpost in het zuidoosten van Turkije komt een Turkse legerofficier om het leven.
- De Palestijnse president Mahmoud Abbas neemt ontslag als leider van de Palestijnse bevrijdingsorganisatie PLO.
- Bij twee bomaanslagen in Somalië vallen 18 doden.
- Bij 22 reddingsacties van de Italiaanse Marine op de Middellandse Zee worden ongeveer 4400 bootvluchtelingen gered.

### 23 augustus
- De Maleisische politie vindt bij de Thaise grens een massagraf met meer dan 20 mensenresten.
- Noord-Korea verdubbelt het aantal troepen aan de grens met Zuid-Korea en stuurt meer dan vijftig onderzeeërs richting het buurland.
- Bendeleden doden veertien medegedetineerden in een gevangenis in El Salvador.
- Bij een botsing tussen twee stuntvliegtuigen in Zwitserland komt de piloot van een van de vliegtuigen om het leven.
- In de Libanese hoofdstad Beiroet gaan duizenden mensen de straat op om te protesteren tegen het feit dat het vuilnis niet wordt opgehaald. Bij rellen die hierbij uitbraken vallen bijna 50 gewonden.
- In de Syrische ruïnestad Palmyra verwoesten IS-strijders de ca. 2000 jaar oude tempel van Baal-Shamin, die op de Werelderfgoedlijst van UNESCO stond.

### 24 augustus
- De winst die de AEX en andere Europese beurzen sinds begin 2015 hebben gemaakt is weer zo goed als verdampt. Ook de Dow Jones-index en de Japanse Nikkei-index zijn flink gezakt. Het verlies hangt samen met ontwikkelingen in de Chinese economie.
- Het Britse bioscoopconcern Vue International neemt de Nederlands keten JT Bioscopen over.
- Bij rellen tussen Nepalese separatisten en politieagenten in het westen van het land vallen 7 doden.
- Bij een bomaanslag in zuidoosten van Turkije komen twee militairen om het leven.
- Overstromingen door hevige regenval eisen aan minstens 8 mensen het leven in noordoosten van Turkije.
- Het Permanent Hof van Arbitrage bepaalt dat Rusland een schadevergoeding moet betalen aan Nederland wegens het interneren van het Greenpeace-schip Arctic Sunrise en het vasthouden van de dertig opvarenden.
- De rivaliserende landen Noord- en Zuid-Korea sluiten een verdrag. Noord-Korea biedt bovendien zijn excuses aan voor het plaatsen van een landmijn bij de grens. In ruil daarvoor staakt Seoul de anti-Noord-Koreaanse propaganda die via luidsprekers werd geuit.
- De Jamaicaanse atlete Shelly-Ann Fraser-Pryce wint goud op de 100 meter sprint tijdens het  WK atletiek in de Chinese hoofdstad Peking. De Nederlandse Dafne Schippers en de Amerikaanse Tori Bowie behalen respectievelijk zilver en brons.
- Bij raketaanvallen door de Houthi-rebellen op de Jemenitische stad Ta'izz komen 14 burgers om het leven.
- Een watervliegtuig stort neer in een natuurgebied in het oosten van Canada. Hierbij komen zes mensen om het leven, waaronder de piloot van het toestel.
- In Sierra Leone wordt een 40-jarige ex-ebolapatiënte uit het ziekenhuis ontslagen. Voor zover bekend was zij de laatste in het land met ebola. De ziekte heerst nu alleen nog in Guinee. Zie ook Ebola-uitbraak in West-Afrika in 2014.
- Tyfoon Goni eist 26 levens op de Filipijnen.

### 25 augustus
- De Chinese centrale bank verlaagt de benchmarkrente in het land met 0,25% en de kapitaalreserve-ratio voor banken.
- Japan wordt geteisterd door tyfoon Goni. De storm gaat gepaard met windsnelheden tot 235 kilometer per uur en is ingedeeld in de op een na hoogste categorie.
- Een rechtbank in Rusland veroordeelt de Oekraïense filmmaker Oleg Sentsov tot een gevangenisstraf van 20 jaar wegens deelname aan een terroristische organisatie.
- Bij een schietpartij op een woonwagenkamp in het noorden van Frankrijk vallen vier doden.
- Turkije sluit zich aan bij de anti-IS-coalitie onder leiding van de Verenigde Staten.
- Bij een zelfmoordaanslag in de Nigeriaanse stad Damaturu komen zes mensen om het leven.
- Servië en Kosovo bereiken een akkoord over de te vormen "Associatie van Servische gemeenten" binnen Kosovo.
- Bombardementen van de Turkse luchtmacht op PKK-doelen in het noorden van Irak eisen aan meer dan dertig leden van de Koerdische beweging het leven.
- Bert van Marwijk tekent een eenjarig contract als bondscoach van het Saoedi-Arabisch voetbalelftal.

### 26 augustus
- De Chinese centrale bank kondigt een geldinjectie van circa 22 miljard dollar in het bancaire systeem van het land.
- Bij een aanval op een militaire basis in de Zuid-Afghaanse provincie Helmand komen twee NAVO-militairen om het leven.
- IS-strijders verwoesten twee islamitische schrijnen in de Syrische ruïnestad Palmyra.
- Een gewapende man schiet een journaliste en een cameraman dood tijdens een live-uitzending in de Amerikaanse staat Virginia. De schutter pleegde daarna zelfmoord.
- Bij een reddingsactie door het Zweedse schip Poseidon op de Middellandse Zee worden 430 bootvluchtelingen gered; ongeveer 50 anderen worden dood aangetroffen.
- De Zuid-Sudanese president Salva Kiir Mayardit tekent een vredesverdrag met de rebellen. Rebellenleider Riek Machar zette een week eerder zijn handtekening onder het verdrag dat een eind moet maken aan de burgeroorlog in het Afrikaanse land.

### 27 augustus
- De internationale schuldeisers komen Oekraïne tegemoet met een schuldverlichting.
- Terreurgroep IS verovert vijf dorpen in Noord-Syrië.
- De Oostenrijkse politie ontdekt 71 dode vluchtelingen in een vrachtwagen die langs de snelweg A4 in de deelstad Burgenland geparkeerd stond.
- Bij een autobomaanslag in het westen van Irak komen twee generaals en drie soldaten om het leven.
- De opperrechter van het Grieks Hooggerechtshof, Vasiliki Thanou-Christofilou, wordt benoemd tot interim-premier van Griekenland. Daarmee is zij de eerste vrouwelijke regeringsleider van dat land.
- Voor de kust van Libië zinkt een boot met vluchtelingen. Het totaalaantal opvarenden is onbekend, gevreesd wordt dat meer dan honderd mensen het drama niet overleefd hebben.
- De Jamaicaanse atleet Usain Bolt wint goud op de 200 meter sprint tijdens het WK atletiek in de Chinese hoofdstad Peking. De Amerikaan Justin Gatlin en de Zuid-Afrikaan Anaso Jobodwana behalen respectievelijk zilver en brons.

### 28 augustus
- Op de Caribische eiland Dominica komen zeker twaalf mensen om het leven door de tropische storm Erika.
- Bij gevechten tussen Indiërs en Pakistanen in het grensgebied tussen de twee landen vallen acht doden.
- De VN-commissie concludeert in haar rapport dat Zwarte Piet discriminerend is en beveelt de Nederlandse overheid aan zich actief in te zetten met het veranderen van het uiterlijk van de pieten.
- De Nederlandse atlete Dafne Schippers wint goud met een Nederlands en Europees record op de 200 meter sprint tijdens het WK atletiek in de Chinese hoofdstad Peking. De Jamaicaanse sprinters Elaine Thomson en Veronica Campbell-Brown behalen respectievelijk zilver en brons.
- De gouverneur van de Amerikaanse staat Florida roept de noodtoestand uit wegens de naderende tropische storm Erika.
- Bij een autobomaanslag in het midden van Irak komen 16 mensen om het leven.
- Turkije doet voor het eerst mee aan de luchtaanvallen van de anti-IS-coalitie onder leiding van de Verenigde Staten.

### 29 augustus
- Het vonnis van een lagere rechter dat het afluisteren en verzamelen van telefoongegevens door de Amerikaanse geheime dienst NSA illegaal noemde wordt in hoger beroep verworpen.
- Zeker zeven mensen komen om het leven door giftige dampen in een papierfabriek in het zuiden van China.
- In de Maleisische hoofdstad Kuala Lumpur gaan duizenden mensen de straat op om te protesteren tegen premier Najib Razak.
- Een rechtbank in Egypte veroordeelt drie journalisten van de Arabische televisiezender Al Jazeera tot een celstraf van drie jaar.
- In de Iraakse stad Rutbah gaan honderden mensen de straat op om te demonstreren tegen de executie van een lokale ambtenaar door terreurgroep IS. Zeker zeventig betogers zijn door de terreurgroep gearresteerd.
- Tien ter dood veroordeelde leden van de terreurorganisatie Boko Haram worden gefusilleerd door een Tsjadisch vuurpeloton.
- De Nigeriaanse veiligheidsdienst rolt een spionagenetwerk van terreurgroep Boko Haram op.
- Bij een busongeluk in het zuiden van Zuid-Afrika komen 35 mensen om het leven.
- De Nederlandse hockeymannen winnen goud door de Duitse hockeyploeg in de EK-finale met 6-1 te verslaan.

### 30 augustus
- De Chinese president Xi Jinping verleent amnestie aan duizenden gevangenen.
- In de Japanse hoofdstad Tokio gaan tienduizenden mensen de straat op om te protesteren tegen een sterkere rol van de Japanse Zelfverdedigingstroepen.
- Bij een brand in een appartementencomplex in het oosten van Saoedi-Arabië komen elf mensen om het leven.
- Bij bombardementen door de internationale coalitie onder leiding van Saoedi-Arabië in Jemen vallen meer dan 30 burgerdoden.
- Bij het naspelen van een historische executie in een theaterstuk in Italië vallen twee doden en vijf gewonden.
- Het Italiaanse energiebedrijf Eni meldt de vondst van een offshore-gasveld voor de kust van Egypte, dat ongeveer 5 miljard vaten gas bevat. Het is daarmee het grootste gasveld dat ooit in de Middellandse Zee is gevonden.
- Een vrouw bezwijkt aan de virusziekte ebola in Sierra Leone.
- Een stuntvliegtuig stort neer tijdens een luchtshow in de Oostenrijkse deelstaat Karinthië. Hierbij komt de piloot van het toestel om het leven.
- De hoogste berg in Noord-Amerika, Mount McKinley, wordt omgedoopt tot Denali, de oorspronkelijke Indiaanse naam van de berg.
- Zeker 37 bootvluchtelingen komen om het leven nadat de boot waar ze in zaten voor de kust van Libië zonk.
- Bij een bomaanslag door de PKK in het zuidoosten van Turkije komt een kind om het leven.
- De Britse hockeyvrouwen winnen goud door de Nederland in de EK-finale met 3-1 te verslaan.
- Bij de 31ste editie van de wereldkampioenschappen judo, die worden gehouden in Astana, eindigt Nederland als 16de en laatste in het medailleklassement, dankzij slechts één bronzen medaille voor Marhinde Verkerk.

### 31 augustus
- Bij confrontaties tussen Oekraïense nationalisten en de politie bij het parlementsgebouw in de hoofdstad Kiev vallen twee doden en meer dan honderd gewonden.
- In de Amerikaanse stad Roanoke in de staat Virginia nemen zo'n 500 mensen deel aan een herdenkingsdienst voor de twee journalisten van de lokale zender WDBJ die op 26 augustus tijdens een live-uitzending door een ex-collega werden doodgeschoten.
- IS-strijders verwoesten de tweeduizend jaar oude Romeinse Tempel van Bel in de Syrische ruïnestad Palmyra.
- De Europese Commissie keurt de overname van de Nederlandse fabrikant van vliegtuigonderdelen Fokker Technologies door het Britse concern GKN Aerospace goed.
- Terreurgroep IS publiceert een video, waarin vier gevangengenomen Iraakse sjiitische strijders worden vermoord door ze levend te verbranden.
- Bij een explosie in een vuurwerkfabriek in het noorden van Spanje komen zes mensen om het leven.
- Bij een explosie in een chemische fabriek in het oosten van China komt één persoon om het leven.

## Overleden
<< · januari · februari · maart · april · mei · juni · juli · augustus · september · oktober · november · december · >>